# Ucayalimyia antlerata
Ucayalimyia antlerata är en tvåvingeart som beskrevs av Townsend 1927. Ucayalimyia antlerata ingår i släktet Ucayalimyia och familjen parasitflugor.
Artens utbredningsområde är Peru. Inga underarter finns listade i Catalogue of Life.